# 黑頭鋸棘單棘魨
黑頭鋸棘單棘魨，為輻鰭魚綱魨形目鱗魨亞目單棘魨科的其中一種，為熱帶海水魚，分布於東印度洋澳洲南部海域，棲息深度10-250公尺，體長可達50公分，棲息在大陸棚水域，通常成對出現，生活習性不明。

## 扩展阅读
維基物種上的相關：黑頭鋸棘單棘魨